# Терра Нова (вулкан)
Терра Нова (англ. Terra Nova) — згаслий щитовий вулкан висотою 2 130 м, який формує центральну частину острова Росса в Антарктиді. Він повністю покритий снігом і льодом. Це третій за величиною з чотирьох вулканів, які утворюють острів Росса.

## Загальні відомості

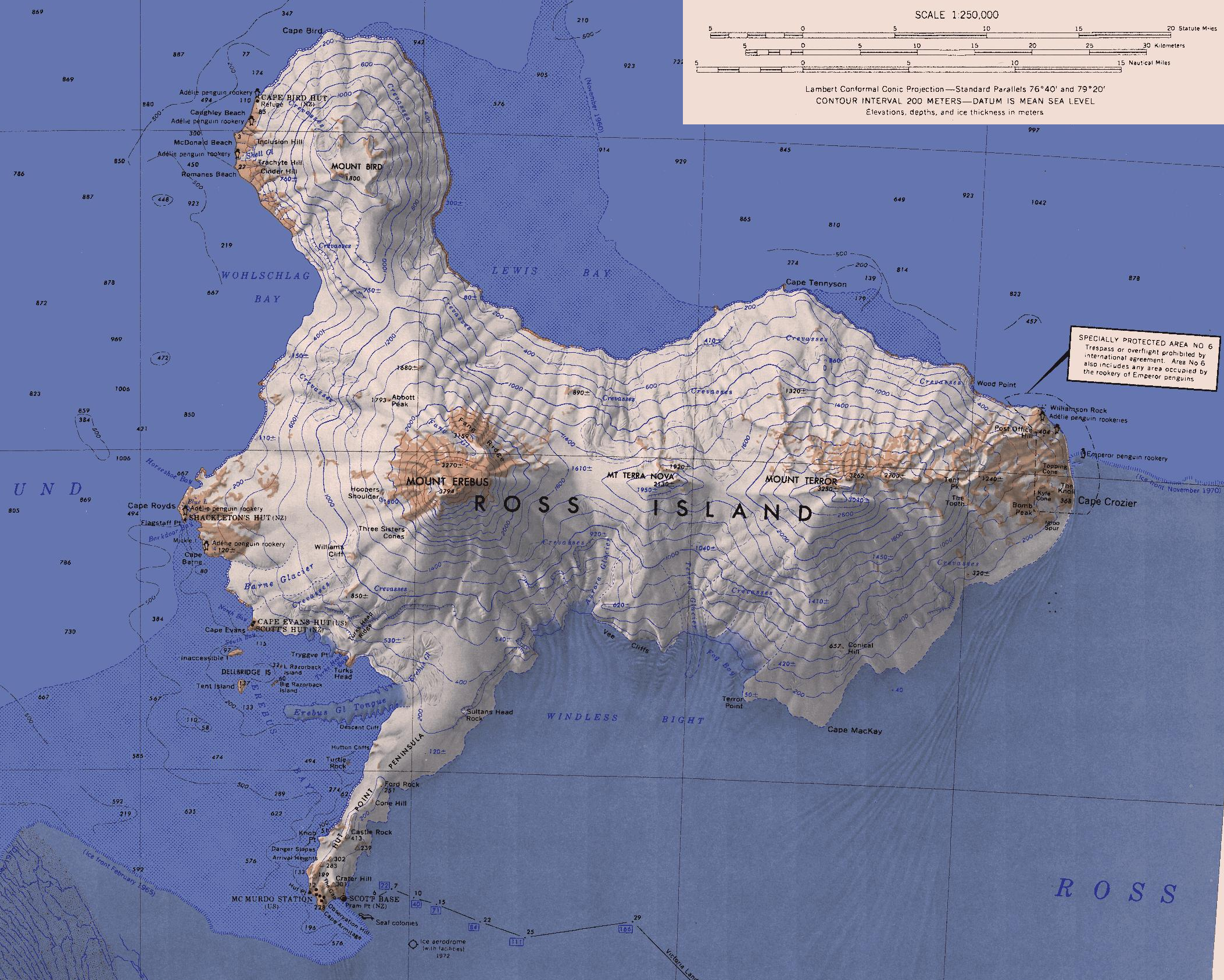
Карта острова Росса.
(Масштаб 1:250 000)

Вулкан розташований між вулканами Еребус і Террор, за 14,36 км на захід від останнього. Перша офіційна згадка про вершину була вказана у звіті Першої Британської національної антарктичної експедиції (БрНАЕ) 1901-04 років Роберта Скотта і названа на честь корабля Терра Нова, яке прийшло на виручку цій експедиції, і Британської антарктичної експедиції (БрАЕ) 1910-13 років.

## Географічні об'єкти
Сідловина Терра Нова (англ. Terra Nova Saddle, 77°31′ пд. ш. 167°37′ сх. д. / 77.517° пд. ш. 167.617° сх. д.) — одна із трьох відомих, вкритих снігом сідловин на острові Росса, розташована на висоті 1 534 м між горою Еребус і горю Терра Нова. Названа на честь гори Терра Нова, яка піднімається на висоту 2 130 м, на схід від цієї сідловини.
Льодовик Терра Нова (англ. Terra Nova Glacier, 77°27′ пд. ш. 167°42′ сх. д. / 77.450° пд. ш. 167.700° сх. д.) — льодовик між горою Еребус і горою Терра Нова на острові Росса. Сповзає по схилу в північному напрямі, від сідловини Терра Нова у затоку Льюїс і названа на честь гори Терра Нова.